# Explosions au port de Beyrouth de 2020
Les explosions au port de Beyrouth de 2020 sont la succession de deux explosions dans le port de Beyrouth, au Liban, le 4 août 2020, aux alentours de 18 h. La seconde explosion de centaines de tonnes de nitrate d'ammonium stockées dans le hangar numéro 12 de la zone portuaire provoque des dégâts humains et matériels considérables. Le bilan final est de 235 morts, 6 500 blessés, 300 000 personnes sans abri et 77 000 bâtiments endommagés. Un an après l'explosion, les dégâts sont estimés à près de quatre milliards d’euros par la Banque mondiale. Il s'agit d'une des plus graves explosions non nucléaires de l'histoire.
Ce sont entre 400 et 600 tonnes de nitrate d'ammonium qui ont explosé dans le port en 2020 — alors qu'en 2013, 2 750 tonnes de nitrate d'ammonium, débarquées d'un navire en provenance de Géorgie, avaient été entreposées là. Dans la mesure où le nitrate d'ammonium, utilisé généralement comme engrais, peut aussi servir à fabriquer des explosifs, les enquêteurs s'interrogent sur de possibles prélèvements qui auraient été effectués entre 2013 et 2020 et sur les raisons pour lesquelles une si grande quantité de ce composé a été maintenue dans le port de Beyrouth.
Plusieurs décès suspects, peut-être liés à cette tragédie, alimentent les doutes des enquêteurs.
L'enquête judiciaire qui a fait l'objet d'une obstruction politique, a été suspendue pendant de longues périodes, et n'a produit aucun résultat tangible trois ans plus tard ; aucune condamnation n'a été prononcée.

## Contexte

### Sanitaire
Au moment des faits, le Liban éprouve des difficultés dans sa lutte face à la pandémie de Covid-19. Le 2 août 2020, le nombre total de cas dans le pays atteint la barre des cinq mille, et ce malgré de nouvelles mesures de confinement prises le 30 juillet. Durant le week-end des 31 juillet et 1er août, le Liban enregistre plus de cent nouveaux cas par jour et se trouve alors dans une situation jugée « difficile » par Osman Itani, pneumologue et spécialiste des soins intensifs, qui juge le système de santé du pays dépassé par les événements. Celui-ci déclare également que « les salles de soins intensifs de l'hôpital universitaire Rafik-Hariri sont maintenant pleines et, si la situation reste la même dans les prochains jours, l'hôpital ne pourra pas accueillir les cas nécessitant des soins intensifs ».

### Économique et politique
Enfin, l'économie du pays est en récession depuis 2018. Plusieurs manifestations en octobre 2019 ont mené à la démission du gouvernement, remplacé en janvier 2020 par un nouveau cabinet dirigé par Hassan Diab. Ce dernier est cependant vu comme ayant adhéré aux mêmes politiques sociales et économiques que le gouvernement l'ayant précédé, ce qui engendre de nouvelles manifestations pacifiques en juin à Beyrouth et dans d'autres villes au sud du Liban. Durant le mois de juillet, la livre libanaise perd 60 % de sa valeur, tandis que 45 % de la population vit sous le seuil de pauvreté et 35 % de la population active est au chômage,.
Selon la BBC : « L'explosion survient à un moment sensible pour le Liban, avec une crise économique ravivant d'anciennes divisions. Les tensions sont également fortes avant le verdict de vendredi lors d'un procès pour le meurtre de l'ancien Premier ministre Rafiq Hariri en 2005. »

### Port de Beyrouth
La zone industrialo-portuaire du port de Beyrouth est vitale pour le Liban. Elle est le principal lieu d'échange de marchandises du pays : 60 % des importations du pays sont estimées passer par là,.
La zone comprend quatre bassins, seize portiques de manutention et leur quai pour le transbordement de conteneurs, un ensemble de silos à grain d'une capacité totale estimée de 120 000 tonnes servant de stockage pour les réserves stratégiques du pays (en blé principalement), de nombreux hangars et entrepôts (dont un contenant des feux d'artifice),. On y trouve également la base navale de la marine libanaise.

## Explosions

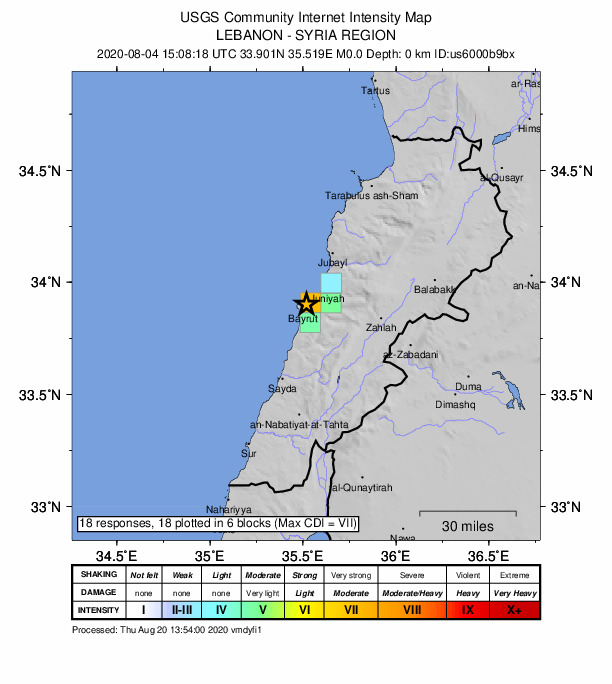
Carte de l'intensité sismique ressentie lors de l'explosion.

La première explosion provoque une fumée grise de couleur claire, avec des dégâts relativement restreints. Il est possible de remarquer de multiples petites détonations à l'intérieur même de la base de la colonne de fumée, provenant d'un bâtiment. Ces flashs lumineux, très courts, sont décrits comme semblables à des feux d'artifice mis en route. Selon Marwan Abboud (en), le gouverneur de Beyrouth, cette explosion aurait été précédée d'un incendie.
La seconde explosion, nettement plus violente et destructrice que la précédente, se produit vers 18 h (heure locale). Elle dévaste toute la zone portuaire, plusieurs navires mouillant à quai ou se trouvant au large ainsi que le centre même de Beyrouth. Un nuage de Wilson puis un nuage en champignon sont créés par l'explosion. Une colonne de fumée rouge et gris-noir apparaît ensuite lorsque l'onde de choc se disperse,. Une instabilité de Rayleigh-Taylor est apparente sur la surface de la Méditerranée lorsque le nuage de Wilson se déploie, provoquant sur les flots une vague qui s'étend parallèlement à l'onde de choc. L'effet de souffle produit de très nombreux dommages, tant humains que matériels. La seconde explosion est entendue jusqu'à Larnaca dans l'île de Chypre, située à un peu plus de 200 km de là.
Selon l'Institut d'études géologiques des États-Unis, la seconde explosion a été équivalente à un séisme de 3,3 sur l'échelle de Richter (concernant la secousse à proprement parler et non pas les dégâts engendrés),. Le Centre jordanien d'observation sismologique relève quant à lui une énergie libérée correspondant à une magnitude de 4,5,,.
Selon des spécialistes de l’université de Sheffield, cette explosion aurait eu 1⁄10 de la puissance de celle de la bombe atomique ayant détruit Hiroshima et compte « sans aucun doute parmi les plus grosses explosions non-nucléaires de l’histoire ». Elle est d'une ampleur comparable à la catastrophe de Texas City de 1947 (d'ailleurs causée par le même élément chimique).

## Causes
Les détonations sont dues à l’explosion de centaines de tonnes de nitrate d'ammonium dans le port,, soit environ un cinquième du stock initial, qui était de 2 750 tonnes,. Le directeur de la Sûreté générale libanaise, le général Abbas Ibrahim, confirme le fait que la catastrophe est bien due à cet agent explosif, et affirme que le dépôt de nitrate d'ammonium devait être acheminé au Mozambique,.
Le directeur des douanes Badri Daher a déclaré que ses services avaient averti six fois la justice sur ces risques.

### Version officielle

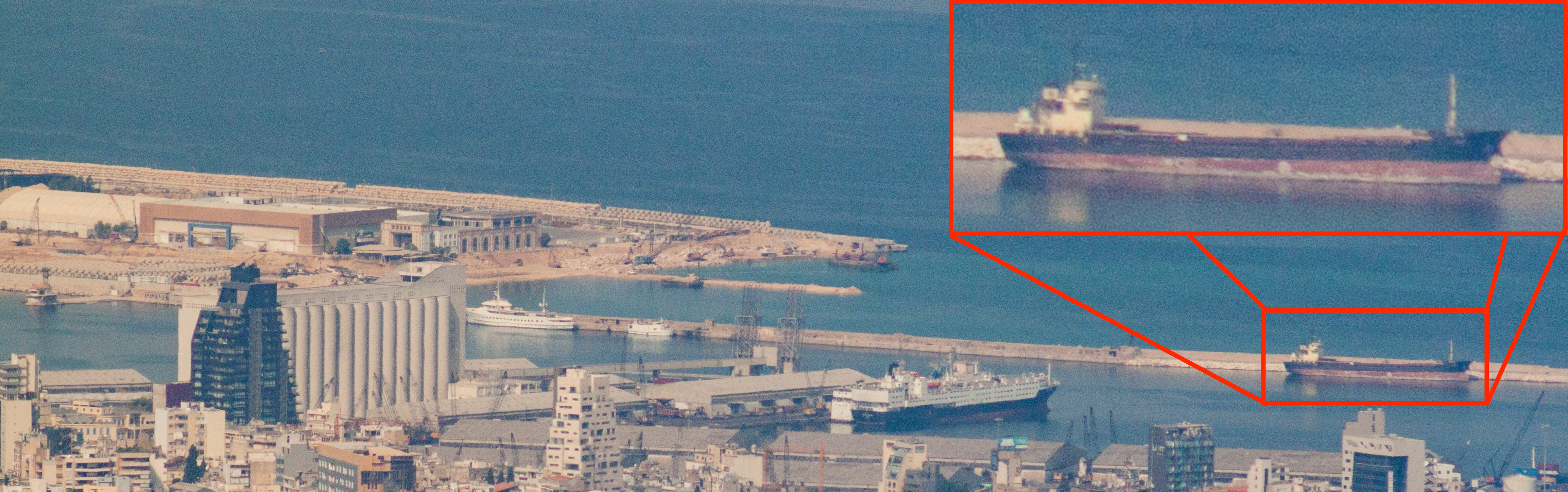
Le MV Rhosus amarré dans le port de Beyrouth depuis 2013. À gauche, le hangar au pied du silo à grain où a lieu la double explosion (photo prise en 2017).

Selon la version des événements avalisée par le gouvernement, un navire au pavillon moldave — un pavillon de complaisance —, le MV Rhosus, censé se rendre à Beira au Mozambique depuis le port de Batoumi en Géorgie, aurait été obligé de faire escale en novembre 2013 à Beyrouth du fait d'un problème technique. Il contient dans ses cales 2 750 tonnes de nitrate d'ammonium. Après inspection, les autorités du port de Beyrouth auraient interdit au navire de reprendre la mer et celui-ci aurait été alors abandonné par ses propriétaires en 2014,. Le nitrate d'ammonium aurait été déchargé dans le port en 2014, puis stocké dans un entrepôt à cet endroit.

### Zones d'ombre
Les interrogations portent d'une part sur la destination réelle de la cargaison de nitrate d'ammonium ; d'autre part, sur les raisons qui expliquent le maintien de la cargaison pendant sept ans dans le port de Beyrouth ; enfin, sur les causes immédiates de l'explosion.
Le double usage possible du nitrate d'ammonium, qui sert généralement d'engrais mais peut également entrer dans la fabrication d'explosifs, constitue un élément central dans l'enquête.
- La destination de la cargaison de nitrate d'ammonium : le Mozambique, destination officielle, n'a jamais revendiqué le navire et son contenu entre 2013 et 2020. Il se révèle après enquête que l'acheteur de la cargaison est domicilié au Royaume-Uni ; il s'agit d'une entreprise, Savaro Limited, mais cette société est fictive (c'est une société écran)[26]. Le journaliste Feras Hatoum (en) a montré que deux sociétés étaient domiciliées à la même adresse que Savaro Limited, toutes deux dirigées par des hommes d'affaires syriens étroitement liés à la Russie, Imad et Moudalal Khoury[26]. De plus, le propriétaire supposé du navire s'est révélé en être le locataire, tandis que le propriétaire réel est un magnat chypriote, Charalambos Manoli ; par ailleurs, ce magnat aurait emprunté 4 millions de dollars à une banque accusée de blanchiment d'argent, la FBME, fermée en 2017, banque qui aurait eu des liens avec le Hezbollah et qui aurait compté parmi ses clients les hommes d'affaires syro-russes Imad et Moudalal Khoury[26]. Le magazine Le Point rappelle que la Syrie, en proie à une guerre civile, est à une heure et demie de route seulement[27]. Toutefois, malgré ces éléments troublants, la responsabilité de la Syrie n'est pas démontrée[26].
- Le maintien de la cargaison dans le port : si les dirigeants politiques ont échoué de fait à protéger la population, la question se pose de savoir s'ils ont fait preuve d'incompétence ou s'ils ont intentionnellement gardé le nitrate d'ammonium à Beyrouth[26]. Faute de preuves, cette question demeure sans réponse certaine. Les hommes politiques n'auraient « pas pris la mesure du danger » selon le quotidien L'Orient-Le Jour, bien qu'ils aient été alertés à ce sujet par un agent des douanes et par un fonctionnaire de la sécurité de l'État au port[26]. Toutefois plusieurs négligences graves ont été soulignées : le hangar 12 où était entreposé le nitrate d'ammonium était mal sécurisé, il était facile d'y pénétrer ; il n'a fait l'objet d'aucun inventaire permettant de s'assurer que les 2 750 tonnes sont bien demeurées présentes dans le port durant toutes ces années sans faire l'objet de prélèvements[26].
- Les causes immédiates de l'explosion : la question de savoir si l'origine de l'explosion est accidentelle ou criminelle demeure sans réponse en août 2023[26]. Le directeur des douanes, Badri Daher, indique qu’un dépôt de feux d’artifice se trouvait à côté de celui où était entreposé le nitrate d’ammonium[réf. souhaitée]. L'incendie initial pourrait être dû à des travaux de soudage dans un entrepôt[34]. Toutefois selon L'Orient-Le Jour, les travaux de soudage avaient lieu à une certaine distance du hangar 12, point de départ de l'embrasement[26].

#### Propriétaires du nitrate d'ammonium
En janvier 2021, la chaîne al-Jadeed diffuse une enquête du documentariste Firas Hatoum, qui établit un lien entre plusieurs sociétés écrans et impute l'achat et le transport du nitrate d'ammonium à trois hommes d'affaires syro-russes proches du régime de Bachar el-Assad : le magnat George Haswani et les frères Imad et Moudalal Khoury. George Haswani avait déjà été accusé de contourner les sanctions internationales en tentant de fournir au régime syrien du nitrate d'ammonium, un composé utilisé par le régime dans la fabrication des bombes barils,,,. Une tentative d'import de cet explosif en Syrie en 2013 avait également valu à Moudallal Khoury d'être placé sous sanctions européennes.
Lokman Slim a ouvertement accusé le Hezbollah et le régime de Damas, avec la complicité de la Russie, d’être responsables de la double explosion, peu de temps avant d'être assassiné.
Selon Jean-Pierre Perrin, les premiers éléments de l'enquête corroborent cette hypothèse d'un stockage à destination de la Syrie.

## Conséquences

### Victimes

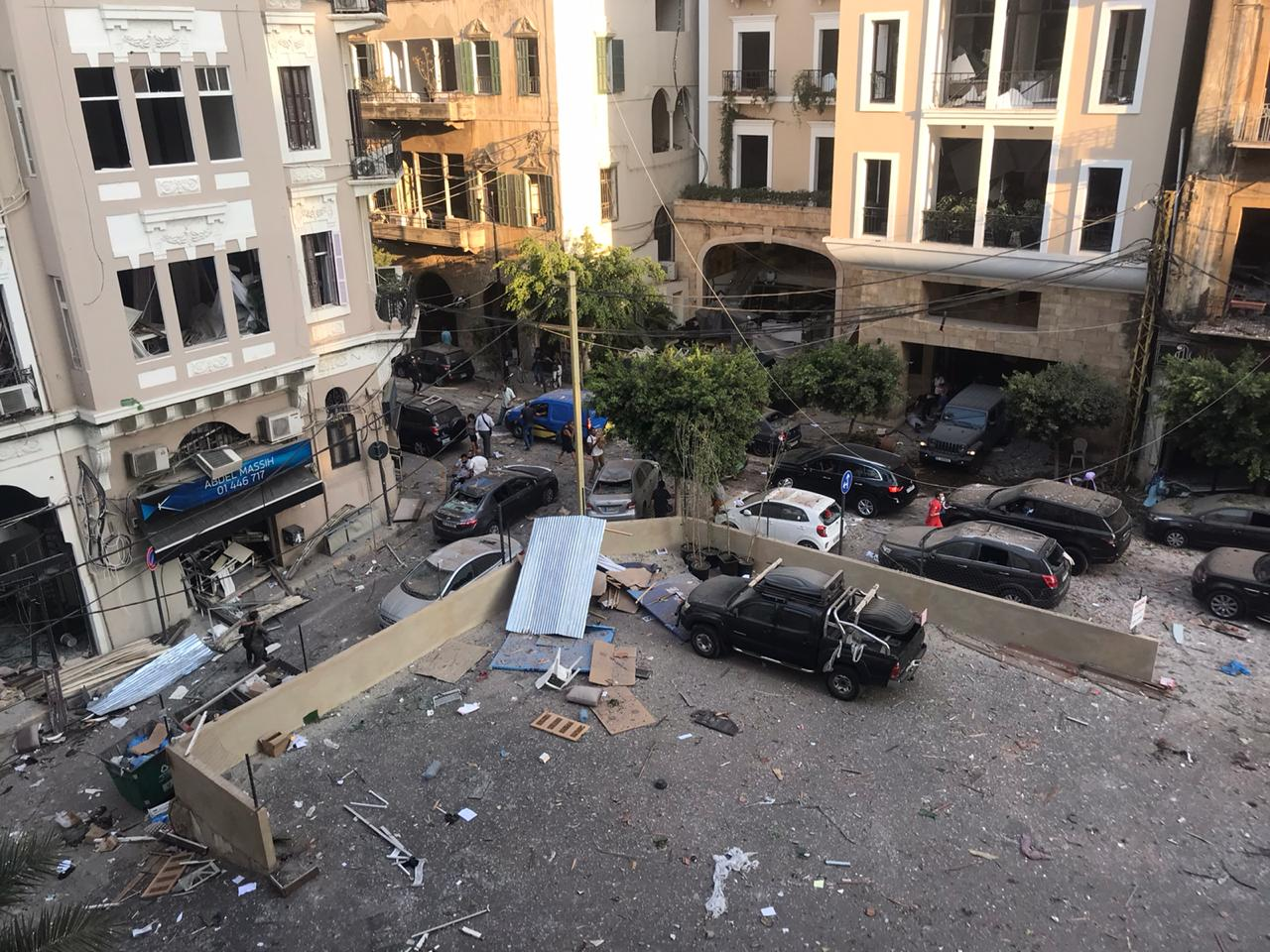
Dégâts après les explosions sur une place de Beyrouth.

À la suite des explosions, des centaines de personnes sont blessées et plusieurs doivent être soignées à même le sol. Plusieurs personnes décèdent lors de leur transfert à l'hôpital. Les médias locaux et le ministre libanais de la Santé, Hamad Hasan, indiquent rapidement que de nombreuses victimes sont à craindre. Hasan déclare que des centaines de personnes ont été blessées, et qu'il faut s'attendre à « de nombreux blessés et des dégâts importants ». Des témoins oculaires déclarent à la Lebanese Broadcasting Corporation International « [qu']au moins des dizaines de personnes ont été blessées et que les hôpitaux sont pleins de blessés ».
Un premier bilan, au lendemain des explosions, fait état d'une centaine de morts et de plus de 4 000 blessés.
Le bilan final sera de 235 morts et 6 500 blessés.
Parmi les victimes, on compte également dix sapeurs-pompiers de Beyrouth, tués alors qu'ils intervenaient pour la première explosion. Parmi eux, Sahar Fares, une jeune infirmière, symbolise en partie la douleur ressentie dans le pays.

### Dégâts matériels

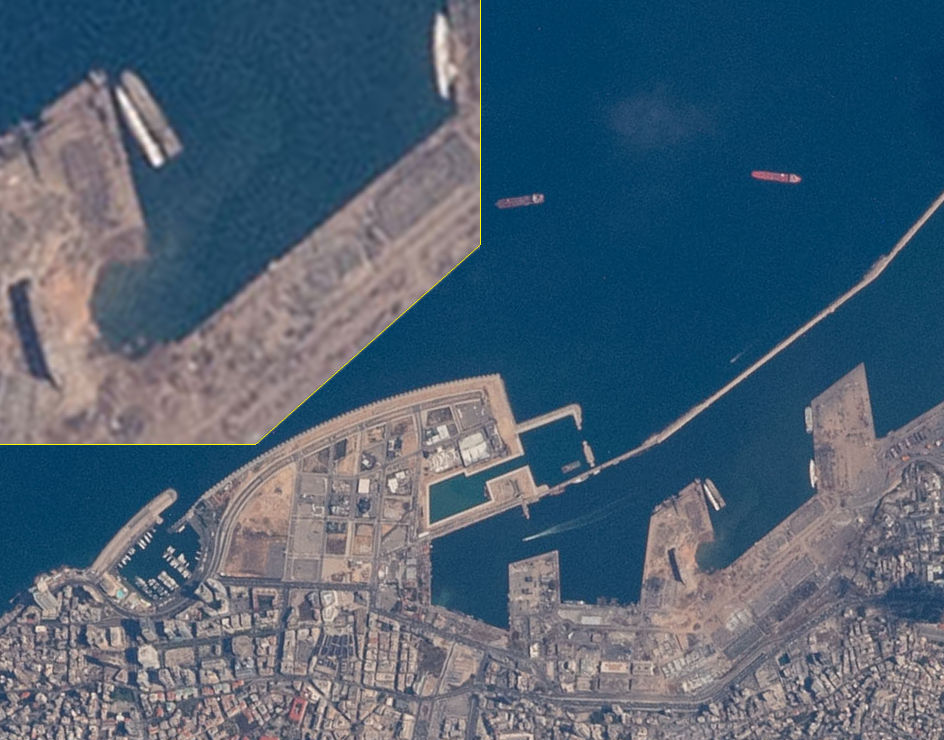
Port de Beyrouth vu une semaine après la catastrophe depuis la Station spatiale internationale ; à gauche, un agrandissement sur le lieu de l'explosion.

Les explosions sont ressenties jusqu'à plusieurs dizaines de kilomètres et de nombreux bâtiments de Beyrouth sont endommagés sur leurs façades ou/et leurs fondations. Des témoins déclarent que des maisons situées jusqu'à dix kilomètres de distance ont été endommagées par l'explosion.
L’hôpital Saint-Georges, l’un des plus importants de la capitale, est situé dans le quartier de Rmeil et s'est retrouvé complètement dévasté. Ses infrastructures ont été endommagées et des visiteurs et membres du personnel soignant sont morts dans l’explosion. Trois autres hôpitaux de Beyrouth ont également été endommagés lors de l'explosion, et l’accident a réduit leurs capacités.
L'ambassade de Belgique est également endommagée,. Le siège social du Daily Star, un journal libanais, est gravement atteint avec des parties du toit arrachées, des fenêtres soufflées et des meubles endommagés.
Au port, l'explosion a laissé un cratère de 120 m de diamètre et de 4 à 6 m de profondeur à partir de la surface de l'eau (une dizaine de mètres par rapport au niveau du quai), faisant disparaître une portion du littoral et tous les entrepôts environnants,. Le paquebot de croisière Orient Queen II, qui se trouvait à quai, est très sérieusement endommagé et plusieurs membres d'équipage sont blessés.

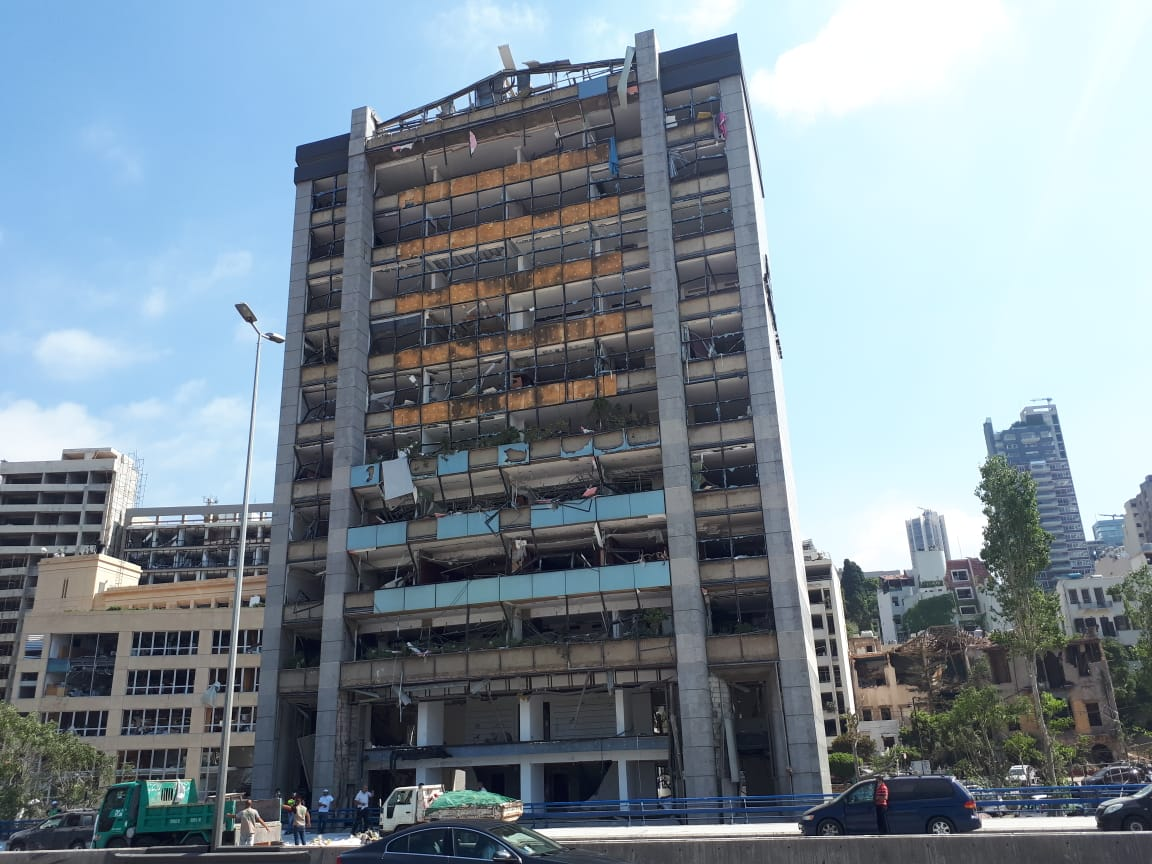
La façade d'un bâtiment situé à l'entrée du port, détruite par l'explosion.

L'aéroport international de Beyrouth - Rafic Hariri, situé à 10 km de l'explosion, subit des dommages importants : dans les bâtiments des terminaux, des fenêtres, des portes, des plafonds ainsi que des câblages électriques sont détruits. Il reste néanmoins ouvert et poursuit son activité normalement,.
Le lendemain de la catastrophe, le gouverneur de Beyrouth, Marwan Abbout, annonce que « près de la moitié de Beyrouth est détruite ou endommagée » et chiffre une première estimation des dégâts « entre trois et cinq milliards de dollars ».
Le 12 août, le président Aoun annonce que « les estimations préliminaires pour les pertes essuyées […] dépassent les 15 milliards de dollars ».
Les amas de débris de l'explosion viennent s'ajouter au problème déjà aigu de la gestion des déchets à Beyrouth. Plusieurs ONG ont collecté les débris de métal, verre et bois en vue de recyclage mais les bâtiments effondrés contenaient notamment de l'amiante, imputrescible et cancérogène, largement utilisé à l'époque de leur construction : la société Ramco, chargée de gérer le centre de tri de la Quarantaine et la décharge proche de la minoterie Bakalian, refuse de prendre en charge ces déchets possiblement contaminés.
Un an plus tard, en août 2021, les dégâts sont estimés à près de quatre milliards d’euros par la Banque mondiale.
Le 31 juillet 2022, à quelques jours du deuxième anniversaire de la catastrophe, les ruines des silos de stockage dévastés par l'explosion initiale s'effondrent partiellement à la suite d'un incendie interne.
Le 4 août 2022, deux ans jour pour jour après la catastrophe, les ruines des silos de stockage s'effondrent de nouveau, 4 jours après de premiers effondrements et alors que des manifestants étaient sur place pour rendre hommage aux victimes.

### Enjeux humanitaires
En raison de l'ampleur des dégâts dans la ville de Beyrouth, 250 000 à 300 000 personnes se retrouvent sans logement.
Plusieurs experts s'inquiètent que la sécurité alimentaire du pays soit compromise à la suite de cet accident, le port de Beyrouth gérant 60 % des importations du Liban, qui importe 80 % de ses denrées alimentaires. Le port comportait notamment des silos à grains, d'une capacité de 120 000 tonnes de céréales, qui ont été éventrés par l'explosion. L'Organisation des Nations unies pour l'alimentation et l'agriculture évoque notamment sa crainte « d'avoir à brève échéance un problème de disponibilité de farine pour le pays ».

## Enquête judiciaire
L'enquête sur les causes et la détermination des responsabilités ayant mené aux explosions est très complexe à mener. Les autorités libanaises refusent toute enquête internationale, tandis que les familles des victimes de l’explosion accusent les dirigeants de nuire à l'avancée de l'enquête, voire de la saboter.
Le premier juge nommé pour enquêter, Fadi Sawwan, est démis de ses fonctions après avoir inculpé deux anciens ministres pour négligence. Le second juge principal, Tarek Bitar, reçoit menaces et fortes pressions pour faire cesser l'enquête ; aucun des responsables politiques qu'il convoque ne se présente. Le 14 octobre 2021, une manifestation armée du Hezbollah et du mouvement Amal contre le magistrat tourne à l'affrontement urbain contre les Forces libanaises, faisant 7 morts et 32 blessés. Le 5 novembre, le juge Bitar est de nouveau dessaisi de l'enquête, à la suite d'un recours en récusation déposé par l'ancien ministre Youssef Fenianos, qui refuse de comparaître. Les familles de victimes craignent que le juge soit définitivement dessaisi de l'affaire, car la cour d'appel qui doit statuer est présidée par un proche du mouvement Amal de Nabih Berri, allié du Hezbollah.
L'enquête reprend en janvier 2023 après une suspension d'un an ; le juge Tarek Bitar met en examen 2 hauts responsables de sécurité, le directeur de la Sûreté générale, Abbas Ibrahim, et le chef de la Sûreté d'État, Tony Saliba.

## Réactions

### Nationales
Selon de nombreux Libanais, beaucoup de personnes, dans l’administration comme dans les forces de sécurité, savaient que des produits extrêmement dangereux étaient stockés dans les hangars sur le port, contrairement aux normes de sécurité, et qu’un danger était imminent. Une inertie criminelle a empêché l’évacuation de l’entrepôt, conduisant à un rejet mutuel des responsabilités entre les services. Or, il apparaît maintenant que « nul n’est responsable et encore moins coupable », ce qui, s’ajoutant aux autres revendications, attise le sentiment de révolte parmi la population libanaise.
Le président du Conseil des ministres du Liban, Hassan Diab, annonce une journée de deuil national le 5 août 2020. Le gouverneur de Beyrouth, Marwan Abboud, en pleurs à la télévision, qualifie l'événement de « catastrophe nationale ». Le président Michel Aoun annonce le même jour que le gouvernement met à disposition cent milliards de livres (20 millions de dollars à cette date) de fonds d'urgence. Le lendemain, le gouvernement décrète l'état d'urgence dans Beyrouth pour une durée de deux semaines, confiant la sécurité de la ville à l'armée.
La Croix-Rouge libanaise annonce que toutes les ambulances disponibles dans le Liban-Nord, la plaine de la Bekaa et le Liban du Sud sont envoyées à Beyrouth en renfort.
Le Hezbollah dément toute responsabilité dans le drame.
Devant l'ampleur des manifestations du 8 août à Beyrouth en protestation contre l'incurie gouvernementale, le Premier ministre Hassan Diab propose des élections législatives anticipées.
Une pétition réclamant de placer à nouveau le Liban sous mandat français pendant dix ans recueille plus de 60 000 signatures deux jours après sa mise en ligne, la pétition a dépassé son objectif qui était de 50 000 signatures.
Le 9 août, la ministre de l'Information, Manal Abdel Samad, annonce sa démission et présente ses excuses aux Libanais. Trois autres ministres la suivent — le ministre des Finances Ghazi Wazni, la ministre de la Justice Marie-Claude Najm et le ministre de l'Environnement Damianos Kattar — jusqu'à ce que Hassan Diab annonce, le 10 août, la démission du gouvernement.

### Internationales
Le soir même, le président des États-Unis Donald Trump déclare : « Les États-Unis sont prêts à aider le Liban. Nous entretenons de très bonnes relations avec le peuple libanais et nous serons là pour vous aider. Cela ressemble à une terrible attaque ». Il précise que « l'explosion semble avoir été causée par une sorte de bombe ». Interrogé sur ces déclarations, un représentant du département de la Défense des États-Unis déclare « ne pas savoir de quoi Trump parlait » en précisant que le Pentagone considère que l'explosion est « un accident plutôt qu'une attaque délibérée »,.
Le président israélien Reuven Rivlin envoie un message de soutien en langue arabe : « Nous souhaitons sincèrement offrir notre aide en cette période difficile ». Les responsables de la défense israélienne démentent une implication d'Israël dans les explosions, ce que des hauts responsables du Hezbollah démentent également pour leur part.

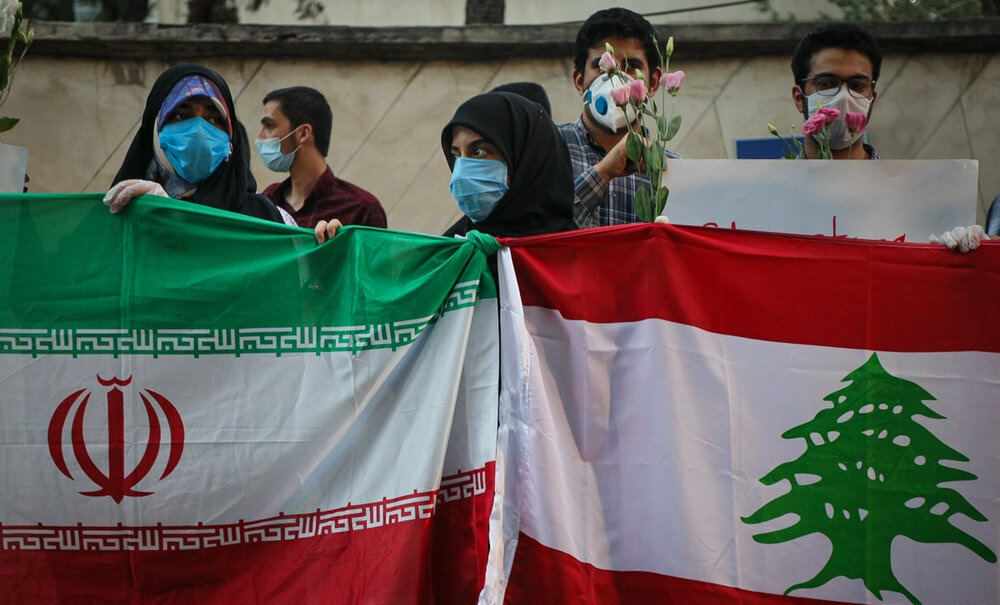
Manifestation en soutien aux victimes en Iran.

De nombreux pays offrent leur soutien logistique et médical, parmi lesquels l'Algérie, l'Australie, la Belgique (B-FAST), le Canada, Chypre, les États-Unis, la France,, la Grèce, la Hongrie, l'Iran, Israël, l'Italie, le Maroc, le Royaume-Uni, la Suisse et la Turquie. Plusieurs pays ont exprimé leur solidarité en illuminant des sites et monuments aux couleurs du drapeau libanais, tels que le Burj Khalifa de Dubaï, ou l’hôtel de ville de Tel Aviv-Jaffa,. Certaines personnalités de l'extrême droite israélienne ont critiqué l'affichage du drapeau du Liban, un « État ennemi », dans la ville.

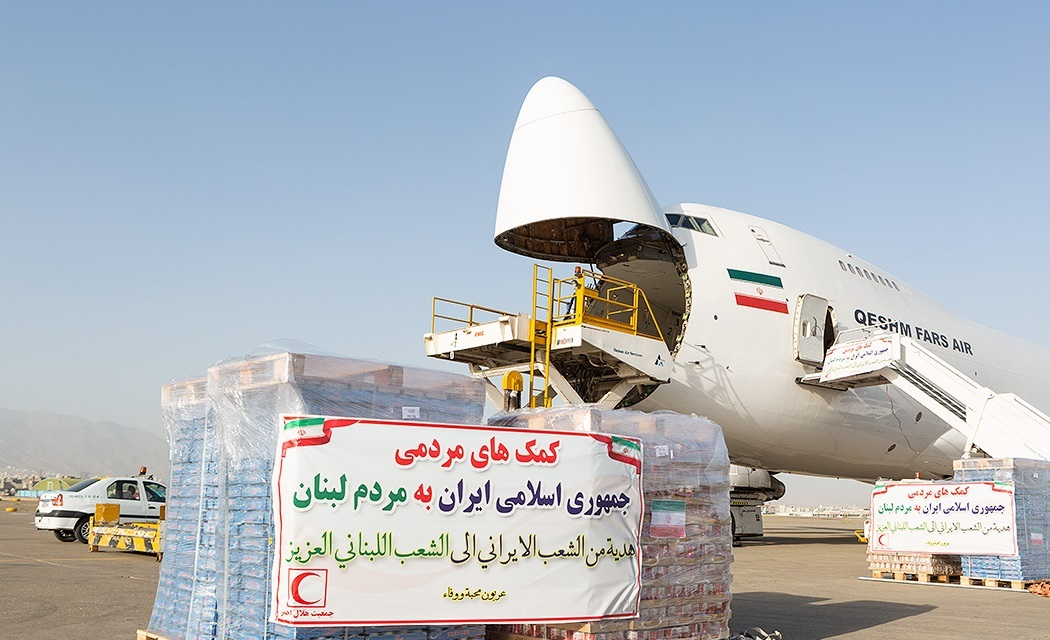
Avion cargo d'aide humanitaire du Croissant-Rouge iranien à destination du Liban deux jours après le désastre.

Le lendemain de la catastrophe, la France envoie un détachement de 55 sapeurs-sauveteurs de la Sécurité civile et 21 tonnes de matériel, dont six de matériel sanitaire. Les Pays-Bas annoncent l'envoi de 67 travailleurs humanitaires, dont des médecins, policiers et pompiers. La Tunisie envoie également deux avions militaires de nourriture et d'équipements médicaux et annonce que 100 blessés seront transférés en Tunisie et placés dans des hôpitaux tunisiens. La Tchéquie envoie des équipes de secours.
La Belgique envoie aussi 10 000 kits de survie ; par la suite des équipements d'accueil seront également envoyés via un avion de B-FAST. Le ministre des Affaires étrangères Philippe Goffin a également demandé l'envoi d'une équipe multidisciplinaire constituée de membres de la Protection civile spécialisés en détection de substances dangereuses, de membres de la composante militaire de la Défense en raison d'une évaluation complémentaire des besoins médicaux ainsi que du Centre des grands brûlés de Neder-over-Heembeek, et quelques experts pour encadrer la mission. Le vice Premier ministre et ministre de la Coopération au développement, Alexander De Croo, a décidé d'allouer un budget d’un million d'Euros à la Croix-Rouge afin de faire face à l'urgence médicale locale.
En raison de la présence de Français parmi les victimes — un mort (Jean-Marc Bonfils, architecte) et 40 blessés — le pôle Accidents Collectifs du parquet de Paris ouvre une enquête pour « homicide et blessures involontaires » comme la loi française le permet. Le 6 août, Emmanuel Macron se rend à Beyrouth pour apporter « un message de solidarité et de fraternité », organiser les secours et proposer des réformes,. Accueilli par une foule nombreuse, le président français annonce l'arrivée d'aide humanitaire et le déploiement du porte-hélicoptères amphibie Tonnerre. Il tient un discours réclamant des réformes de la part du gouvernement libanais, tout en affirmant ne vouloir réaliser « aucune ingérence ».
Le 9 août, les représentants d'une trentaine de pays se réunissent en visioconférence, à l'initiative de l'ONU et de la France, pour convenir de l'aide à apporter. Ils s'engagent à verser 252,7 millions d'euros et à ce que leur assistance soit « fournie directement à la population libanaise, avec le maximum d'efficacité et de transparence ».
Par ailleurs, dès le 18 août, des intellectuels parmi lesquels des architectes et des urbanistes libanais et internationaux lancent une pétition pour la sauvegarde des silos du port partiellement détruits et leur réhabilitation en mémorial.
Le 31 août 2020, le président français Emmanuel Macron s'est rendu à Beyrouth pour la deuxième fois en un mois, et a adressé son soutien au peuple libanais, en exprimant sa détermination à l'aider à effectuer un changement de régime politique et en dénonçant l'immobilisme de la classe dirigeante du Liban après la catastrophe.

### Mise en évidence de risques
Le lendemain de l'accident, plusieurs journaux soulignent le risque d'incidents similaires dans d'autres villes, notamment à Newcastle (Australie) et Haïfa (Israël), où sont stockées plusieurs milliers de tonnes de nitrate d'ammonium,.

## Série de décès suspects
Quatre personnes ont été tuées entre 2017 et 2021, dont le point commun est d'être liées à l'enquête sur l'explosion dans le port : 
- l'intellectuel et activiste Lokman Slim[122] qui avait évoqué la responsabilité du Hezbollah, de la Syrie et de la Russie a été assassiné par balles dans sa voiture en février 2021 ; ce meurtre d'une personnalité notoire a provoqué une très vive émotion dans le pays ;
- l'officier des douanes Joseph Skaff est décédé dans des conditions suspectes en mars 2017 ; il avait écrit une lettre en février 2014 où il alertait les autorités sur le danger que constituait le stockage dans le port de nitrate d'ammonium, et pointait vers une possible fraude ; alors qu'il se présente aux législatives en 2017, il est retrouvé mort, le crâne fracassé, dans un parking ; la police conclut à une chute accidentelle, mais l'affaire n'a jamais été éclaircie[122] ;
- l'ex-colonel des douanes Mounir Rjeily, est trouvé mort à son domicile en décembre 2020, le crâne fracturé ; le juge affirme qu'il s'agit d'un cambriolage qui a mal tourné ;  Mounir Rjeily était un collègue et un ami de Joseph Skaff[122] ;
- le photographe Joe Bejjani est assassiné par balles en décembre 2020 dans sa voiture ; il avait eu l'occasion de photographier le port ; la police chargée de l'enquête se saisit de ses caméras, clés USB, ordinateurs, et quand elle les restitue à la famille, tout avait été effacé[122].

## Effondrement de silos en 2022

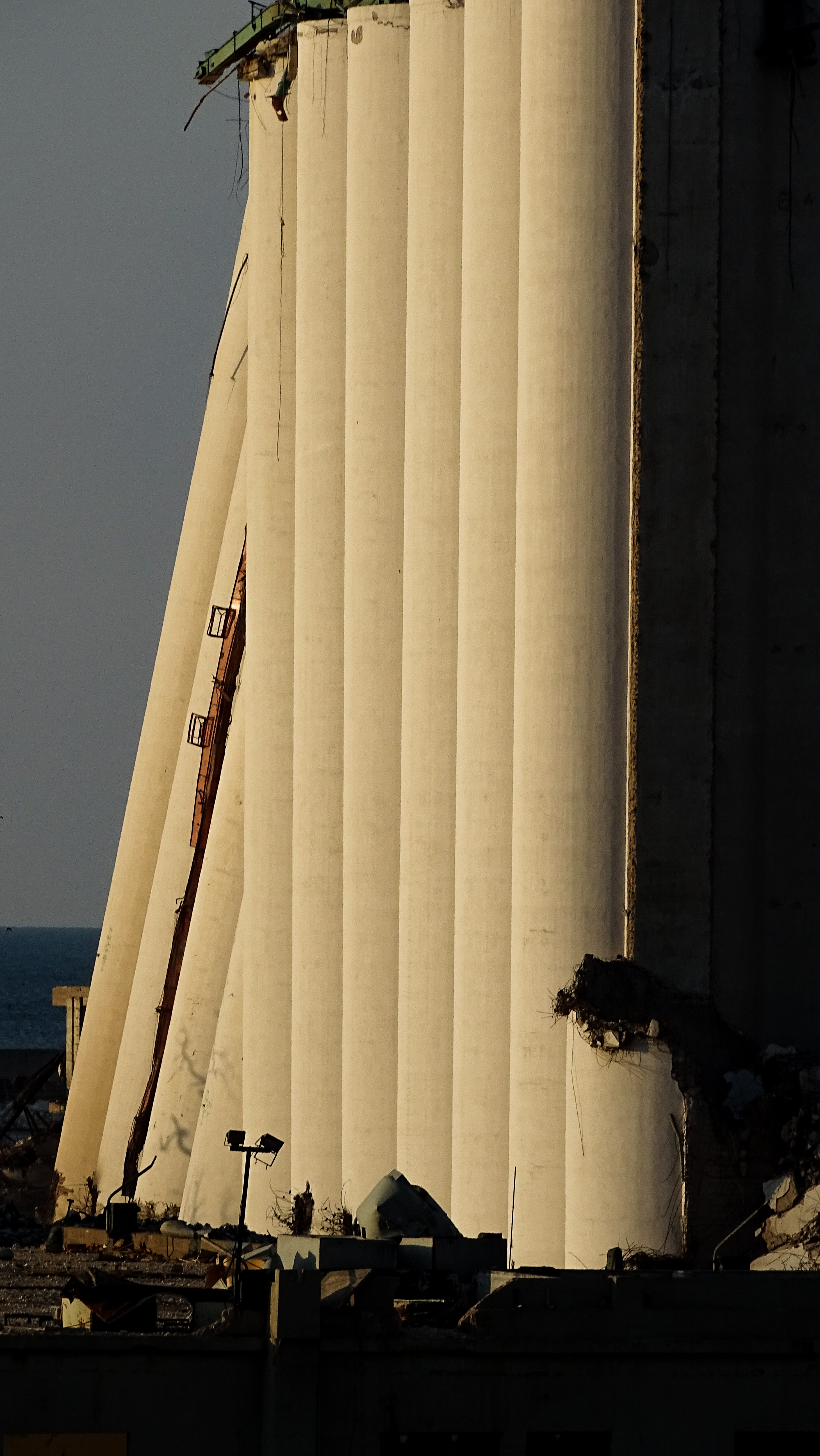
Les Silos du Port de Beyrouth après l'explosion du 4 août 2020. Photo : Camille Ammoun.

Le 31 juillet 2022, à quelques jours de la deuxième année de commémoration de la catastrophe, les ruines des silos de stockage dévastés par l'explosion initiale s'effondrent partiellement à la suite d'un incendie interne. Le bloc nord de ces silos finit par s'effondrer en totalité le 23 août 2022, sans faire de victime.

## Dans les arts
De nombreux artistes ont créé des œuvres individuelles ou ont participé à la publication d'ouvrages collectifs témoignant de l'émotion suscitée par l'événement.

### Chansons
Des chansons exprimant la douleur des Libanais et leur attachement à Beyrouth ont été composées à la suite de l'explosion du 4 août, en particulier la chanson en français Vent d'espoir (2020) d'Anthony Ojeil, adaptation de la chanson de Jacques Brel Ce plat pays qui est le mien (devenu Ce beau pays qui est le mien), et la chanson en corse A l'altru mondu originellement composée en 2011 par I Fratelli Vincenti, reprise en septembre 2020 par les artistes libanais Pascale Ojeil et Charles Eid.
Michelle et Noel Keserwany composent une chanson politique en arabe, « Romansiyyeh siyessiyyeh »  (« Romance politique ») ; ces deux soeurs y évoquent la crise et la catastrophe du port sur le ton de la satire, par lequel elles défient les hommes politiques du pays ; la vidéo est dédiée aux victimes de « l'explosion criminelle du 4 août ».

### Littérature
Charif Majdalani publie Beyrouth 2020 : journal d’un effondrement (Actes Sud) qui évoque au quotidien la crise économique puis en août 2020 l'explosion au port ; le livre a obtenu le prix spécial du jury Fémina.
Camille Ammoun publie Octobre Liban (éditions Inculte, 2020) qui décrit une marche dans une rue beyrouthine qui se termine sur l'explosion du 4 août 2020.
La dessinatrice Lamia Ziadé réalise un récit illustré intitulé Mon port de Beyrouth d'abord pour le journal Le Monde en 2020 puis sous forme de livre en 2021.

### Théâtre
Dans sa pièce Racine carrée du verbe être, créée en 2022 et reprise en 2024, l’auteur et metteur en scène Wajdi Mouawad place l’explosion du 4 août 2020 au centre de la dramaturgie. Vivant avec sa famille à Beyrouth, une des incarnations du personnage principal, Talyani Waqar Malik, est frappé de plein fouet par le désastre. L’événement, qui est représenté à travers une vidéo à la fin de la première partie, est évoqué à plusieurs reprises depuis différents points de vue.

### Cinéma
Le long-métrage Beyrouth : l'oeil du cyclone (Beirut : eye of the storm) de la réalisatrice Mai Masri évoque le soulèvement d'octobre 2019 puis l'explosion du 4 août 2020. Le film a été récompensé au EBS International Documentary Festival (en) du prix spécial du jury 2022.
Quinze courts-métrages ont été réalisés au sujet de l'explosion et mis en ligne dans le cadre du programme Beirut 6:07, ainsi nommé en référence à l'heure à laquelle s'est produite la catastrophe, 18:07 ; cette série de courts-métrages a été nommée aux Emmy Awards.